# Classe Kalvari (2015)
Pour les articles homonymes, voir Classe Kalvari (homonymie).
La classe Kalvari est une classe de sous-marins d'attaque conventionnels diesel-électriques, basée sur le sous-marin français de classe Scorpène, en cours de construction pour la marine indienne. La classe, et les sous-marins de celle-ci, reprennent les noms des premiers sous-marins mis en service dans la marine indienne, la classe Kalvari. Les sous-marins sont conçus par la société française de défense et d’énergie navale DCNS, et sont fabriqués par Mazagon Dock Limited à Bombay.
En 2023, l'Inde signe avec la France un accord pour la commande de 3 sous-marins Scorpene supplémentaires. Toutefois, les termes commerciaux et les caractéristiques techniques ne sont pas encore négociés.

## Historique du projet
En 1997, le ministère de la Défense indien a approuvé un plan d’acquisition de 24 sous-marins dans le cadre du projet 75. En 1998, l’Inde a commencé à négocier avec DCN l’achat de quatre sous-marins de classe Scorpène, dont deux seront construits au chantier naval Mazagon à partir de kits. Après le conflit de Kargil en 1999, le Comité du Cabinet sur la sécurité a approuvé un plan de construction de sous-marins sur 30 ans qui prévoyait deux lignes de production parallèles, chacune construisant six sous-marins. L’ancien projet 75 a été intégré dans le nouveau plan, les deux lignes de production devant être construites dans le cadre des projets 75 et 75I en utilisant le transfert de technologie de différents fabricants étrangers. Les négociations ont ensuite été élargies pour inclure Armaris, une coentreprise de DCN et Thales, pour six sous-marins à construire à Mazagon Dock.
Le 6 octobre 2005, l’Inde a signé une série de contrats de transfert de technologie pour :
- la construction de six sous-marins au chantier naval Mazagon avec Armaris,
- la fourniture d’équipements et de services avec le gouvernement français,
- et la fourniture de missiles SM39 Exocet avec MBDA.

DCN International a été désigné comme maître d’œuvre en partenariat avec Navantia. Armaris était responsable de la fourniture des systèmes de combat et de conseillers techniques pour la construction de sous-marins à MDL. L’ensemble du programme a été évalué à 2,4 milliards d’euros. L’accord comprenait une clause de compensation de 30 % et les sous-marins devaient être livrés sur cinq ans à compter de 2012,. La conception Scorpène a remporté le contrat en raison de sa capacité de tirer des missiles antinavires Exocet et d’un accord sur la propulsion indépendante de l'air. L’Inde a annulé son projet d’incorporer sur les deux derniers sous-marins en construction un système de propulsion indépendant de l’air, développé par DRDO, en raison d’un retard dans son développement. Un projet d’achat de trois autres sous-marins en vertu de la clause d’options a été annulé en septembre 2016.
La découpe de l’acier pour le premier sous-marin a commencé le 14 décembre 2006 et la construction de la coque a commencé le 23 mai 2007,. En août 2014, le projet avait quatre ans de retard. Le retard a été attribué à la lenteur de la finalisation des contrats d’acquisition de capteurs et de composants de systèmes de propulsion par Mazagon Dock et DCNS. Le premier sous-marin, l’INS Kalvari (S21) (en malayalam : requin-tigre), a été lancé le 28 octobre 2015 et a commencé ses essais en mer le 1er mai 2016.
En juin 2016, un projet visant à armer les sous-marins de classe Kalvari de 98 torpilles Black Shark de Whitehead Sistemi Subacquei a été annulé en réponse à des allégations de corruption contre la société sœur de WASS, AgustaWestland,. Le ministre de la Défense Manohar Parrikar, sous le gouvernement NDA, a déclaré que les torpilles pour le sous-marin seraient achetées auprès d’autres sociétés. Les torpilles SeaHake de l’allemand Atlas Elektronik et les torpilles F21 françaises peuvent être envisagées. Les torpilles indigènes Varunastra, en cours de développement par DRDO, peuvent également être utilisées comme alternative. Les sous-marins ont été (pour le moment) configurés pour tirer des torpilles contre des cibles de surface et sous-marines (SUT). Le Naval Materials Research Laboratory (NMRL) du DRDO développe un système de propulsion indépendant de l’air (AIP) indigène qui sera installé lors du premier programme de radoub à partir de 2023.
Le 14 juillet 2023, à l'occasion de la visite officielle du premier ministre de l'Inde Narendra Modi, l’Inde et la France signent un protocole d’accord pour la construction de 3 sous-marins Scorpène supplémentaires. Comme les 6 premiers, ils seraient construits par le chantier naval Mazagon de Bombay. L'accord de principe, qui concerne également l'achat de 26 avions Dassault Rafale, ne correspond pas à une commande finalisée et les caractéristiques du matériel, tout comme les aspects commerciaux, ne sont alors pas négociés.

## Conception
La classe Kalvari est capable d’opérations offensives dans tout le spectre de la guerre navale, y compris la lutte anti-surface, la lutte anti-sous-marine, la collecte de renseignement, la pose de mines et la surveillance de zone. Il a une longueur hors-tout de 67,5 m, une hauteur de 12,3 m, une largeur de 6,2 m et un tirant d’eau de 5,8 m. Il peut atteindre une vitesse maximale de 20 nœuds (37 km/h) lorsqu’il est immergé et une vitesse maximale de 11 nœuds (20 km/h) en surface. Le sous-marin a un rayon d'action de 6500 milles (12 000 km) à 8 nœuds (15 km/h) en surface. Chaque navire est propulsé par quatre moteurs diesel MTU 12V 396 SE84, dispose de 360 cellules de batterie (750 kg chacune) et d’un moteur de propulsion silencieux à aimantation permanente. La coque, l’aileron et les hydroplanes sont conçus pour un hydrodynamisme maximal, et tous les équipements à l’intérieur de la coque sous pression sont montés sur des berceaux absorbant les chocs pour une furtivité accrue. L’acier spécial qui a été utilisé dans sa construction possède une résistance à la traction élevée, capable de résister à une contrainte d’élasticité élevée et à une force hydrostatique. Chaque sous-marin dispose de 60 km de câblage et de 11 km de tuyauterie. La classe a un déplacement de 1 780 tonnes en surface et 1 957 tonnes en immersion.
Cette classe est équipée de six tubes lance-torpilles de 533 mm pouvant tirer une combinaison de 18 torpilles SUT (Surface and Underwater Target) à guidage filaire, de fabrication allemande, et de missiles antinavires SM39 Exocet, ou emporter 30 mines à la place des deux,. La classe est également équipée de leurres anti-torpilles mobiles C303/S pour l’autodéfense,. Les systèmes d’armes et les capteurs sont intégrés au système de combat tactique intégré sous-marin (SUBTICS). Il dispose d’un système de sonar capable d’analyse et de télémétrie à basse fréquence (LOFAR) permettant la détection et la classification à longue portée. Chaque sous-marin a un effectif de 8 officiers et 35 marins.

## Navires de la classe
| Nom      | Pennant number | Numéro chantier | Constructeur         | Lancement        | Commission        | Port d’attache | Statut      |
| Lot 1    | Lot 1          | Lot 1           | Lot 1                | Lot 1            | Lot 1             | Lot 1          | Lot 1       |
| -------- | -------------- | --------------- | -------------------- | ---------------- | ----------------- | -------------- | ----------- |
| Kalvari  | S21            | 11875           | Mazagon Dock Limited | 27 octobre 2015  | 14 décembre 2017  |                | En service  |
| Khanderi | S22            | 11876           | Mazagon Dock Limited | 12 janvier 2017  | 28 septembre 2019 |                | En service  |
| Karanj   | S23            | 11877           | Mazagon Dock Limited | 31 janvier 2018  | 10 mars 2021,     |                | En service  |
| Vela     | S24            | 11878           | Mazagon Dock Limited | 6 mai 2019       | 25 novembre 2021  |                | En service  |
| Vagir    | S25            | 11879           | Mazagon Dock Limited | 12 novembre 2020 | 23 janvier 2023   |                | En service  |
| Vagsheer | S26            |                 | Mazagon Dock Limited | 20 avril 2022    | 15 janvier 2025   |                | En service  |
| Lot 2    |                |                 |                      |                  |                   |                |             |
| NC       |                |                 | Mazagon Dock Limited |                  |                   |                | A commander |
| NC       |                |                 | Mazagon Dock Limited |                  |                   |                | A commander |
| NC       |                |                 | Mazagon Dock Limited |                  |                   |                | A commander |

## Galerie

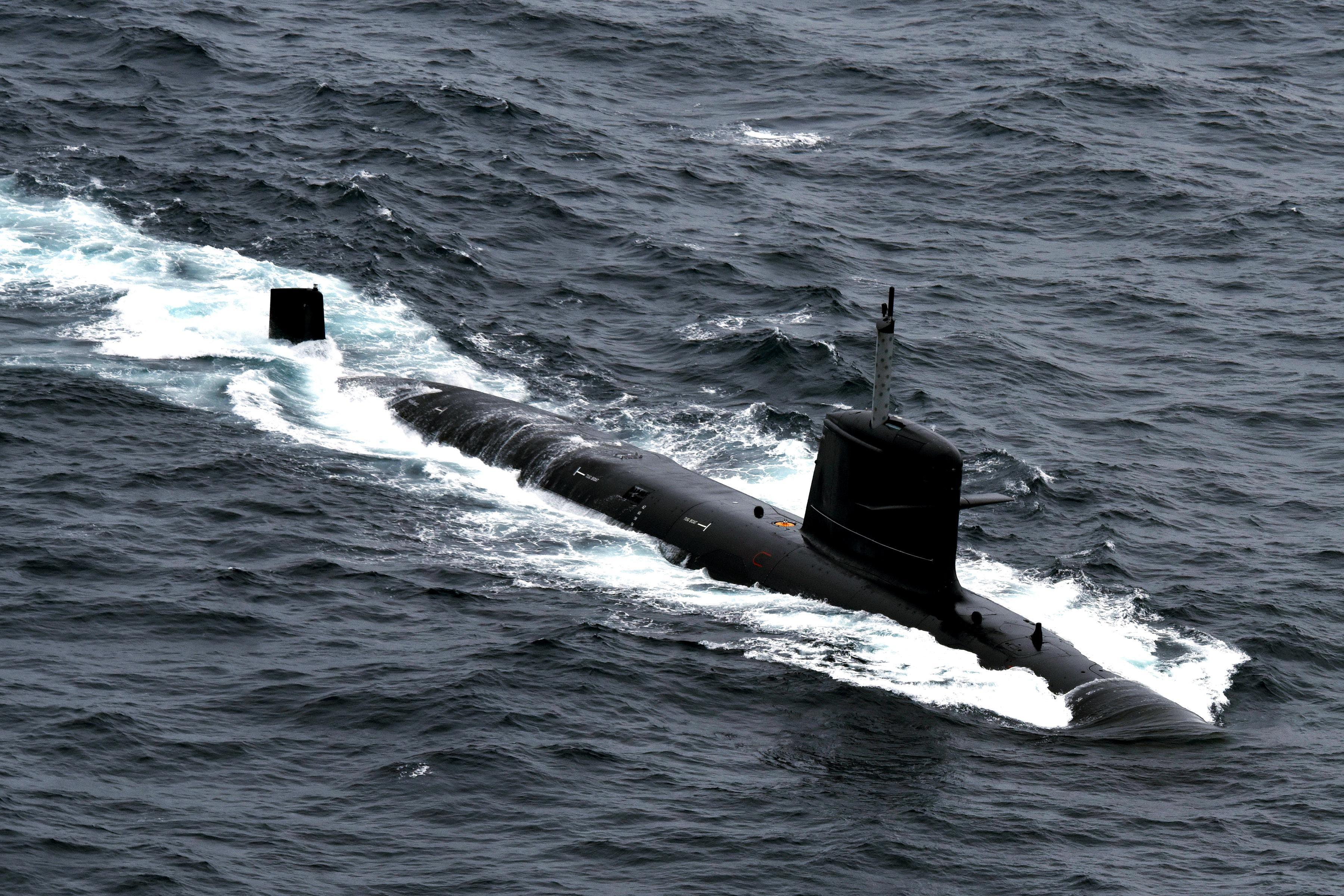
L’INS Khanderi (S22) en mer.
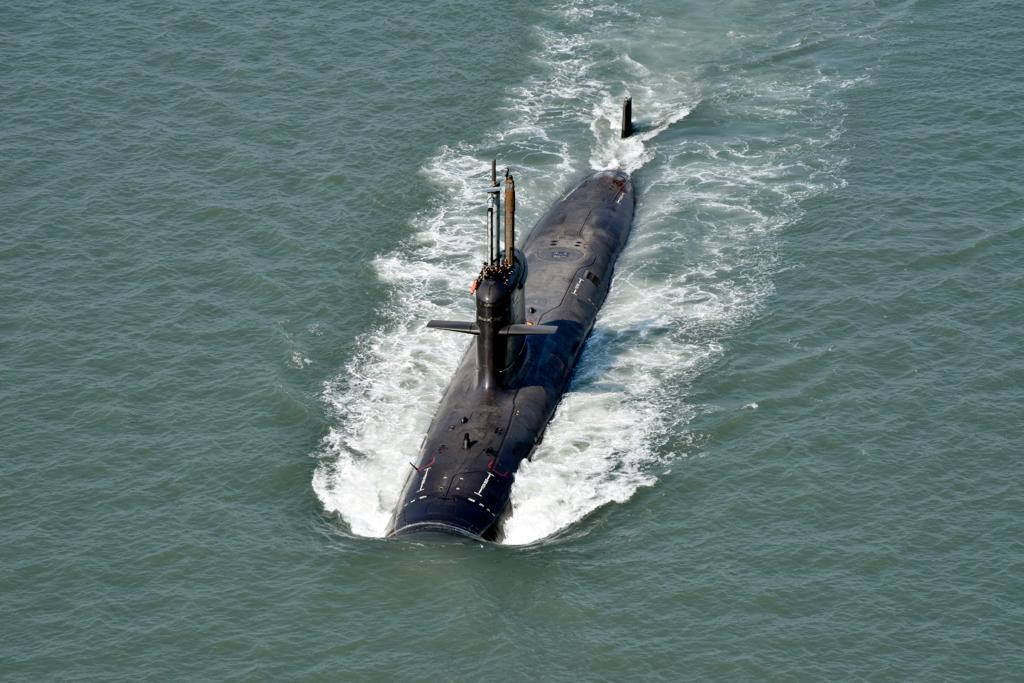
L’INS Vela (S24) lors d’essais en mer.
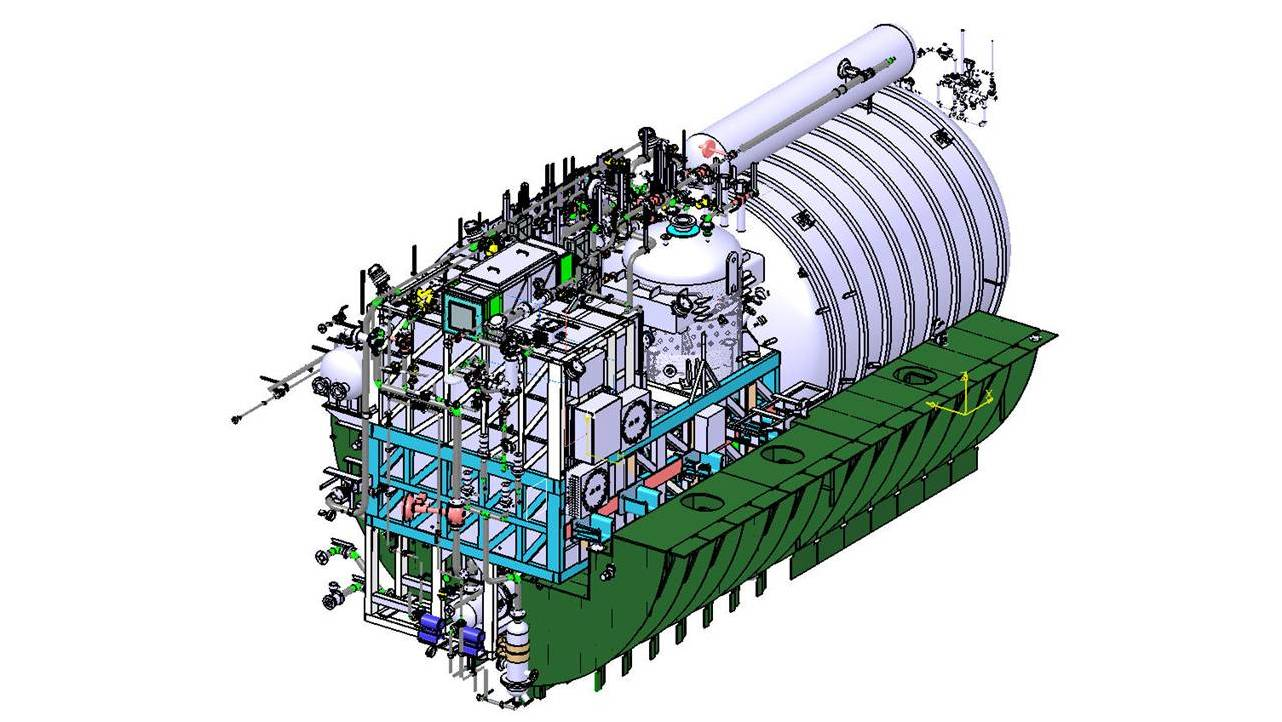
Modèle DRDO d’AIP (Air Independent Propulsion) pour sous-marin de classe Kalvari.
Profil de silhouette du sous-marin de classe Kalvari.